# Herzogin Cecilie

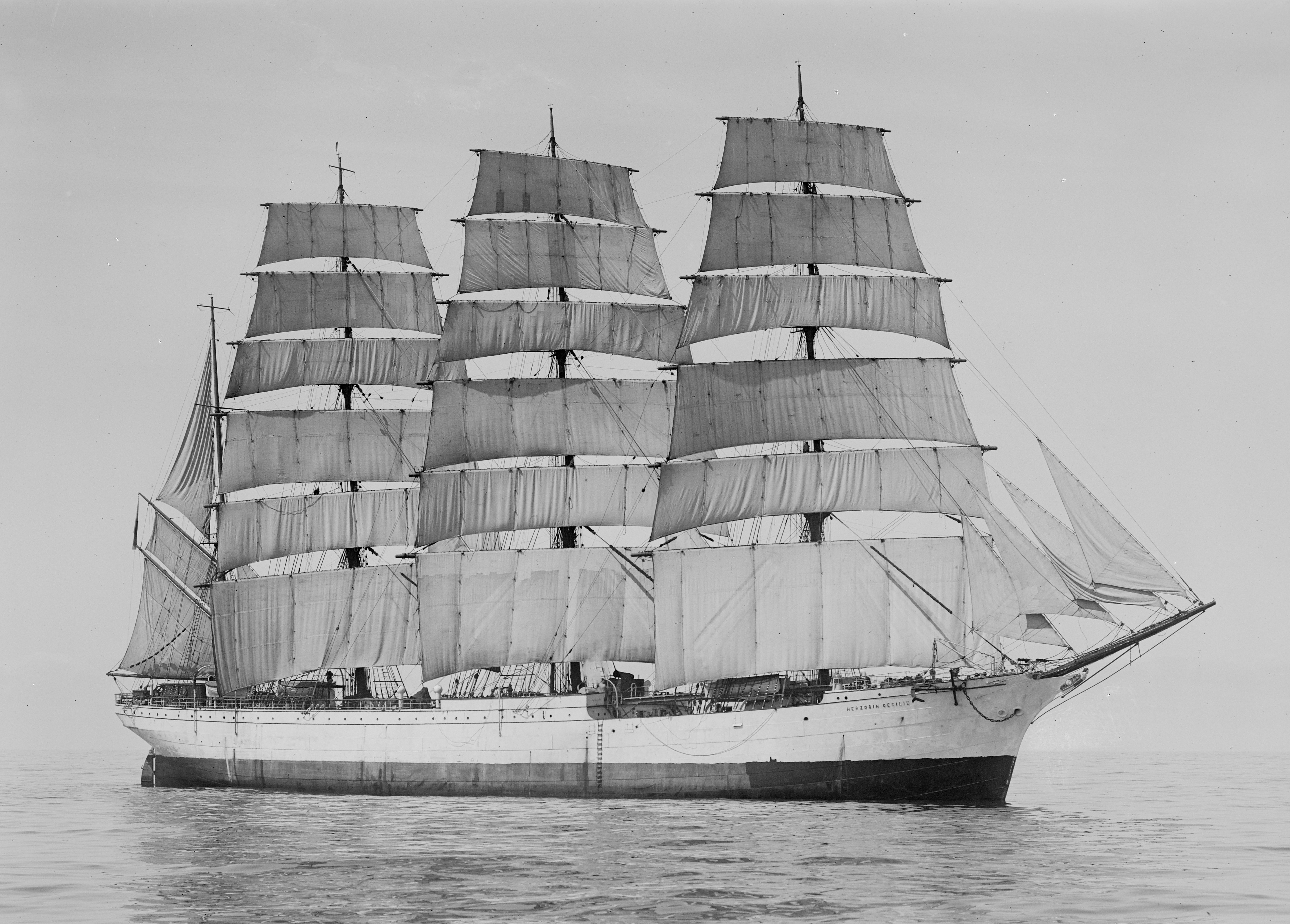
Herzogin Cecilie.

Herzogin Cecilie var en fyrmastad stålbark, byggd  av Rickmers Schiffbau AG i Bremerhaven 1902 för rederiet Norddeutscher Lloyd. 
Fartyget, som hade ett deplacement på 3 242 bruttoregisterton och mätte 95 meter i längd och 14 meter i bredd och kunde ta en last på 52 514 säckar, eller 4 242 ton, spannmål. Det var uppkallat efter hertiginnan Cecilie av Mecklenburg-Schwerin, den tyske tronföljarens trolovade. Det förvärvades 1921 av den åländske redaren Gustaf Erikson och sattes efter hand in på spannmålstraden mellan Australien och Europa. Herzogin Cecilie seglade den 25 april 1936 uppenbarligen beroende på ett navigationsfel i dimma mot en klippa vid den engelska sydvästkusten, nära den lilla staden Salcombe. Fartyget kunde inte räddas, utan lämnades av sin besättning och småningom även av sin befälhavare, sjökapten Sven Eriksson, en avlägsen släkting till Gustaf Erikson. Med ombord fanns även kaptenens hustru Pamela Eriksson, som senare (i likhet med många andra som seglat med) skrev en bok om fartyget. Eftersom Herzogin Cecilie var det måhända ryktbaraste segelfartyget i världen, väckte händelsen internationellt uppseende. En del av utrustningen och inredningen bärgades från vraket, bland annat kan den lyxiga kaptenshytten finns på Ålands sjöfartsmuseum.